# إيلين مالون
إيلين مالون (بالإنجليزية: Eileen Malone)‏ هي معلمة موسيقى أمريكية، ولدت في 1906، وتوفيت في 1999.